# پیشخورد

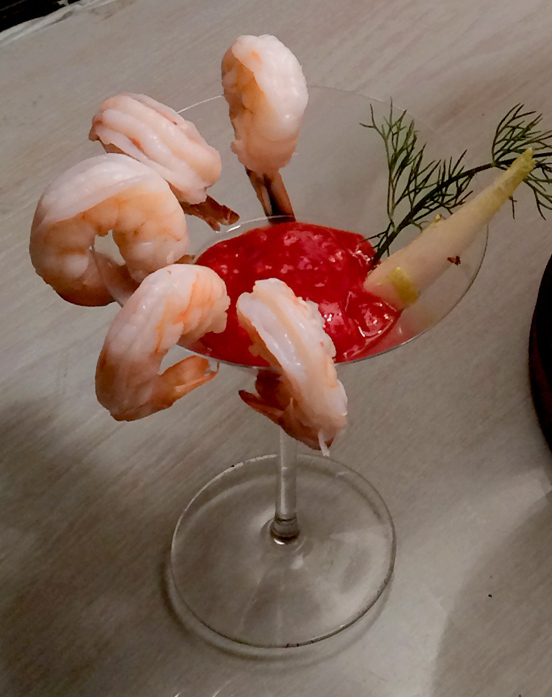
کوکتل میگو-شاه میگو با یک سس گوجه مبنا تزئین شده با شوید و کاسنی، سرو شده در یک جام

پیش‌خورد، پیش‌غذا، پیش‌دندان، پیش‌پاره، اُردِرْوْ (به فرانسوی: Hors d'oeuvre) یا اشتهاآور (به انگلیسی: Appetizer) خوراکی است که پیش از وعدهٔ اصلی سرو می‌شوند. پیش‌خورد معمولاً کوچک‌تر از وعدهٔ اصلی است و گاهی به جای قاشق و چنگال با دست خورده می‌شود.

## تنوع و نمونه‌ها
پیش‌خورد دارای تنوع زیادی در کشورها و فرهنگ‌های متفاوت است.

### ایتالیا
آنتیپاستو (به ایتالیایی:Antipasto) به معنی پیش از خوراک است و یک بخش اصلی از یک وعده رسمی غذای ایتالیایی محسوب می‌شود. پیش‌خورد سنتی ایتالیایی شامل برش‌های سرد گوشت، زیتون، گوجه فرنگی، انواع پنیر و روغن زیتون است.

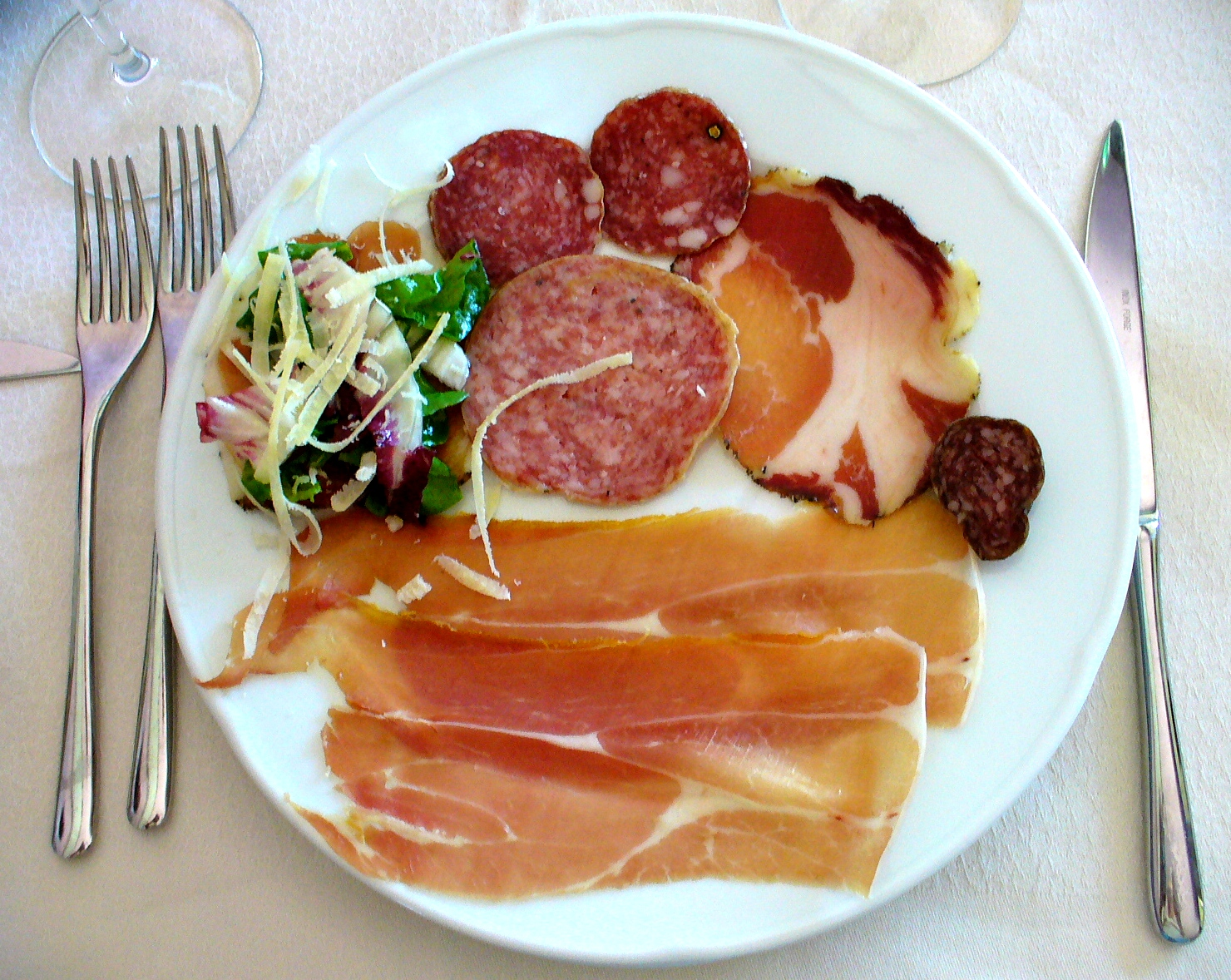
یک بشقاب پیش غذای سنتی ایتالیایی

| تصویر | نام           | توضیح |
|       | بروسکتا       | بروسکتا شامل نان گریل شده‌ای است که روی آن سیر می‌مالند، سپس روغن زیتون کاملاً بکر، فلفل و نمک را بر روی آن می‌ریزند. ممکن است رویش را با فلفل قرمز تند، گوجه فرنگی، سبزیجات، انواع لوبیا، گوشت دودی و/یا پنیر بپوشانند. |
|       | کارپاچیو      | کارپاچیو از قطعات گوشت یا ماهی خام که به نازکی برش خورده یا کوبیده شده تهیه می‌شود. |
|       | تخم‌مرغ شکم پر | تخم‌مرغ شکم پر (دویلز اگز)، تخم‌مرغ آب‌پز پوست گرفته شده و نیم تقسیم شده‌ای است که میانش با ترکیبی از زرده، مایونز یا سس خردل پر شده‌است.                                                                                 |

### اعراب
| تصویر | نام       | توضیح |
|       | حُمُّص       | حُمُّص یا نخود-ارده یک خوراک مدیترانه‌ای-عربی است که از نخود پخته، روغن زیتون، ارده، آبلیمو و سیر له شده درست می‌شود. |
|       | بابا غنوج | بابا غنوج (بابا گانوش) یا متبّل، مزه یا پیش غذایی در خاورمیانه است که از بادنجان درست می‌شود.                      |

### اسکاندیناوی
| تصویر | نام     | توضیح |
|       | گراولکس | گراولکس یک پیش غذای محبوب در شمال اروپا، شامل سالمون عمل آماده در نمک، شکر و شوید است. این پیش غذا گاهی بر روی نان و گاهی با سیب زمینی آب‌پز شده و به همراه یک نوع سس خردل سرو می‌شود. |

### ایران
در ایران سرو پنیر برشته (گیلان)، گوجه-پنیر به همراه سبزی مانند ریحان، نخود-ارده (با هل، زیره)، کدو و گوجه (با چاشنی آویشن)، ارده بادمجان (با گردو، گشنیز، جعفری، زیره، سیر و روغن زیتون) به عنوان پیش‌خورد کاربرد دارد. انواع دلمه هم به عنوان پیش غذا و غذای اصلی سرو میشوند. انواع شوربا و سالاد مانند سالاد شیرازی هم پیش از خوراک اصلی سرو می‌شوند.  
| تصویر | نام        | توضیح |
|       | آب‌دوغ خیار | آب‌دوغ خیار یک خوراک سرد ایرانی است که گاهی به عنوان پیش غذا خورده می‌شود. آب‌دوغ خیار شامل ماست رقیق شده با آب، خیار خرد شده یا رنده شده، یخ، ترخون و نان است و ممکن است به آن ریحان، نعناع، گلبرگ‌های خشک‌شده گل‌محمدی و کشمش افزوده شود. |